# Chen Jiongming
Chen Jiongming var en kinesisk politiker, krigsherre, jurist och revolutionär under den sena Qingdynastin och tidiga republikanska eran.
Chen var utbildad till advokat och blev under sitt liv lagstiftare under Qingynastin, republikansk revolutionär, militär ledare och federalist som försökte återuppbygga Kina som en demokratisk republik. Han gick med i Sun Yat-sen revolutionära allians 1909 och blev överbefälhavare över Guangdong-armén. Efter Xinhairevolutionen, som störtade Qing blev han militärguvernör över Guangdong tre gånger (1911–12, 1913, 1920–23), civil guvernör över Guangdong mellan 1920 och 1922 samt militärguvernör över Guangxi mellan 1921 och 1922.
Chen var till stor hjälp i Sun Yat-sens rörelse för att skydda den provisoriska konstitutionen och han hjälpte också Sun Yat-sen att grunda en revolutionär bas i Guangzhou 1917. Chen var dock inte enig med Sun om vilken väg Kina skulle ta i framtiden. Sun ville ena Kina med våldsamma metoder och genomföra förändringar med en centraliserad regering ledd av ett enpartisystem. Chen förespråkade en federal stat med flerpartisystem där Guandong skulle vara en modellprovins som kunde bidra till ett fredligt enande av Kina. Chen motsatte sig Sun planer på att starta ett fälttåg norrut för att besegra krigsherrarna och ena landet
1922 ledde Chen en revolt mot Sun Yat-sens regering, vilket tvingade Sun att fly Guangzhou till sjöss. Året därpå lyckades Sun Yat-sen och Kuomintang återta Guangzhou med hjälp av krigsherren Tang Jiyao och Chen flydde till Huizhou i östra Guangdong, där han förblev i två år varefter han tvingades fly till den brittiska kolonin Hongkong.